# Seti Gandaki
La Seti Gandaki (नेपाली:सेती गण्डकी नदि) (« Gandaki blanche »), également appelée Seti Khola et souvent nommée « Seti » (à ne pas confondre avec la Seti, affluent du Karnali), est un affluent de la Trishuli sur sa rive droite, au centre du Népal.

## Religion
La Seti Gandaki est une rivière sainte, vénérée par les hindous en tant que représentation du dieu Vishnou. La rivière est également connue pour sa proximité avec des lieux saints et pour son rôle central dans plusieurs histoires de la mythologie hindoue, comme l'épopée du Mahabharata, l'un des plus longs livres de l'hindouisme. Il a été écrit par Vyāsa, qui est né près de la confluence des rivières Gandaki et Madi, près de Damauli (en), dans l'actuel district népalais de Tanahu.

## Parcours et bassin versant

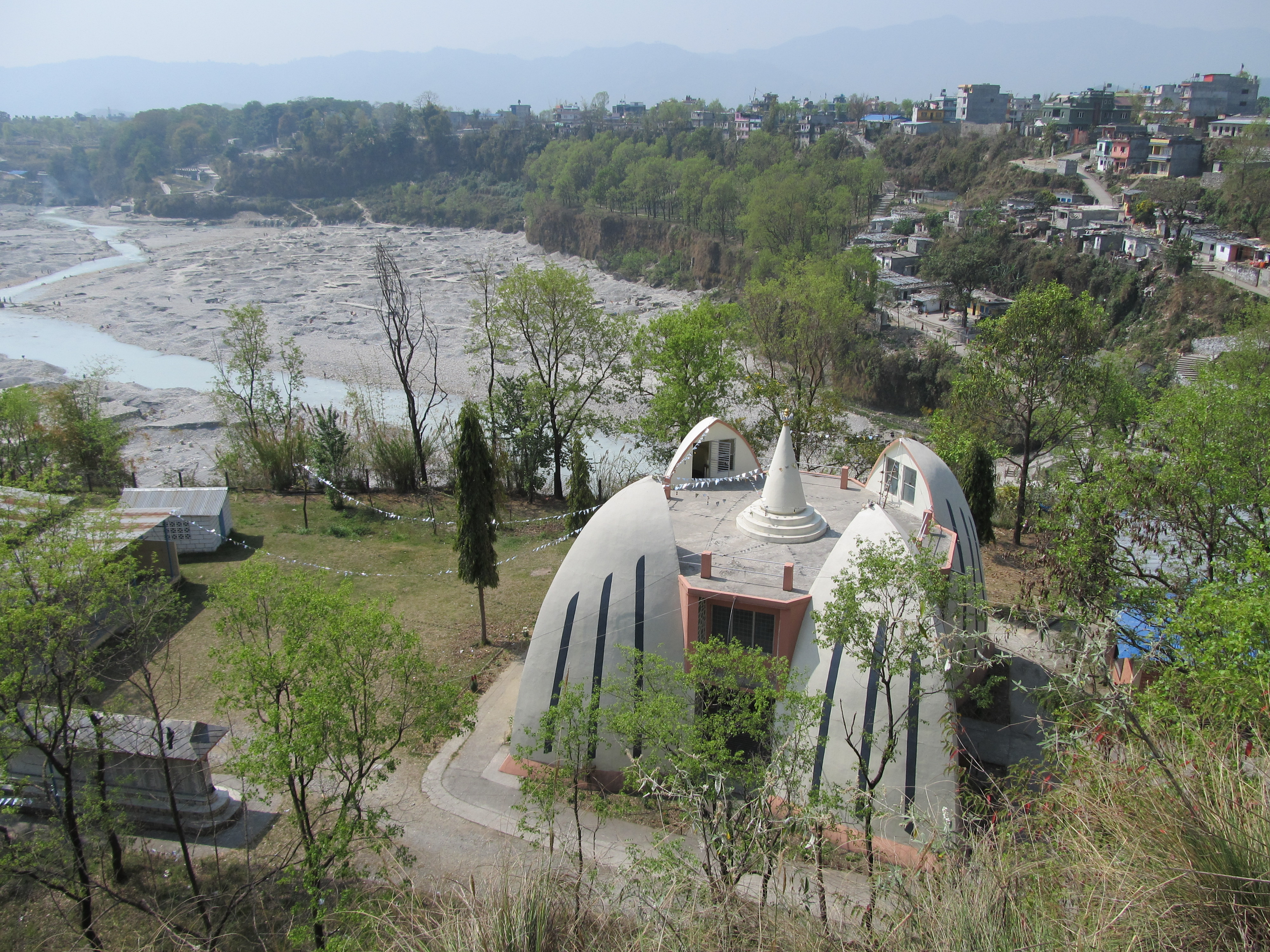
Vue de la rivière depuis Pokhara

La Seti Gandaki prend sa source dans le massif de l'Annapurna, entre les sommets de l'Annapurna II et l'Annapurna III, dépassant tous deux les 7 000 mètres d'altitude. Elle coule sur 40 km au travers d'une gorge en direction du sud avant d'atteindre un plateau. Le cours prend ensuite la direction du sud-ouest et traverse la ville de Pokhara. À Leknath, il reprend la direction du sud. Ensuite, il traverse les contreforts de l'Himalaya en direction de l'ouest. À Byas, la Madi Khola se déverse dans la Seti Gandaki. Enfin, à hauteur de Kabilas, la Seti Gandaki débouche dans la Trishuli, un affluent de la Gandaki, qui elle-même se jette dans le Gange. Au sud et à l'ouest, le bassin versant de la Seti Gandaki, d'une surface de 2 943 m2, avoisine celui de la Gandaki, qui se réunit avec celui de la Trishuli une quinzaine de kilomètres plus au sud. La Seti Gandaki parcourt au total une longueur d'environ 150 km.
En mai 2012, une crue de la rivière a causé la mort de plus de 60 personnes au nord de Pokhara ; le cours de la Seti Gandaki a été modifié par une chute de pierres qui a temporairement obstrué la rivière,.

## Sport
Les 70 km du cours inférieur de la Seti Gandaki sont appréciés pour le rafting.

## Gallery

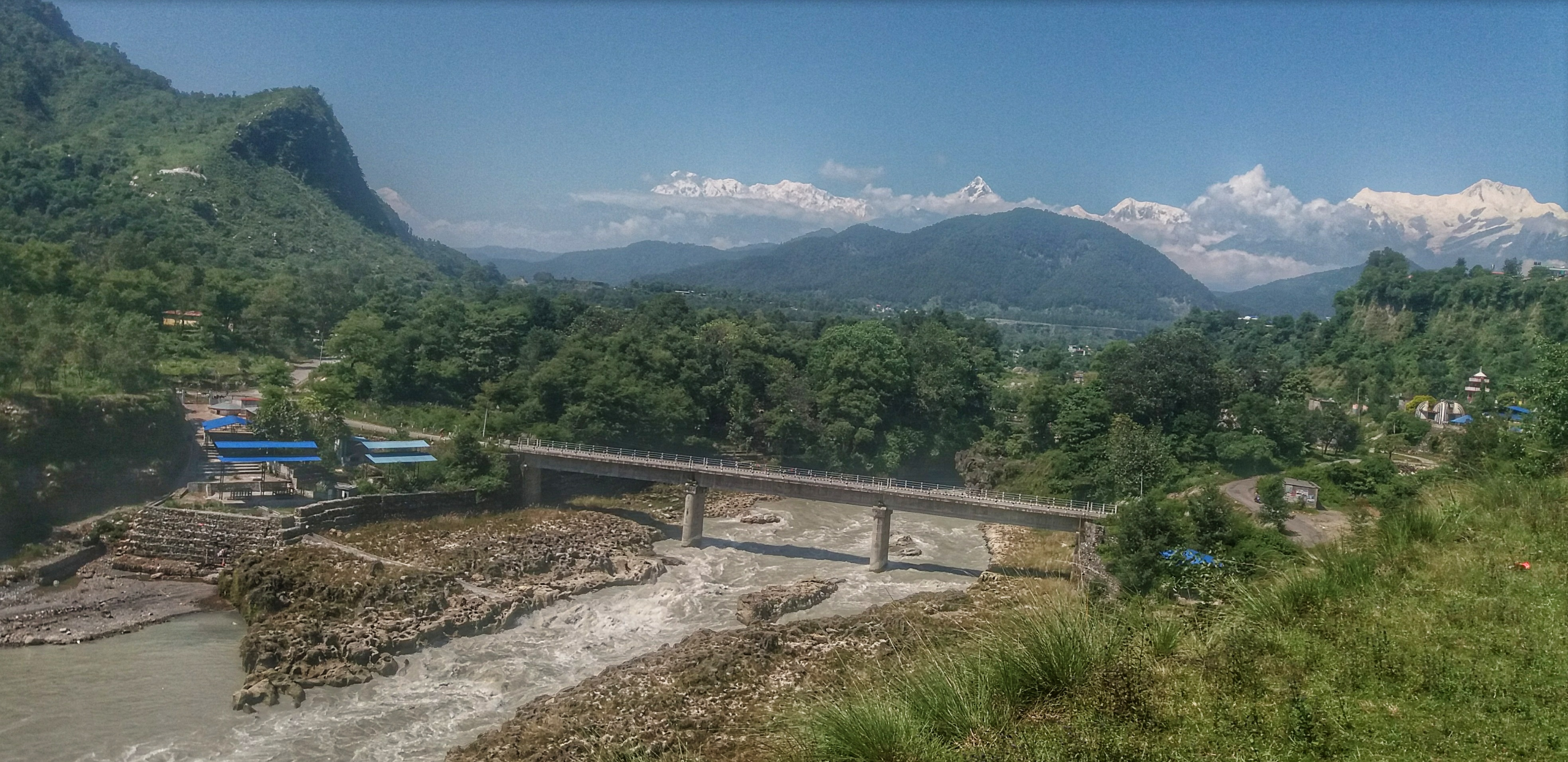
Pont sur la Seti Gandaki